# Bundesstraße 204
Pour les articles homonymes, voir Route 204.
La Bundesstraße 204 est une Bundesstraße du Land de Schleswig-Holstein.

## Histoire
La Bundesstraße 204 va à l'origine d'Itzehoe par Hanerau-Hademarschen et Albersdorf à Heide. Cette route est nommée Reichsstraße 204 en 1937. La Bundesstraße 204 est remplacée en très majorité par la Bundesautobahn 23.
Les premières routes d'Albersdorf à Heide et Meldorf sont construites de 1852 à 1854. La route d'Itzehoe à Hanerau est construite en 1863. Après la construction du canal de Kiel, le pont de Grünental est construit en 1892 en tant que pont routier et ferroviaire entre Albersdorf et Hanerau-Hademarschen. En 1986, le premier pont est démoli et remplacé par un pont avec des voies routières et des voies ferrées séparées au nord de celui-ci.

## Source
- (de) Cet article est partiellement ou en totalité issu de l’article de Wikipédia en allemand intitulé « Bundesstraße 204 » (voir la liste des auteurs).

1. ↑  (de) « Die Bundes- und Reichsstraßen in Deutschland - Nr. 166 bis 327 » [archive du 18 février 2009], sur home.arcor.de (consulté le 16 juillet 2025)